# العلاقات الأوزبكستانية البوسنية
العلاقات الأوزبكستانية البوسنية هي العلاقات الثنائية التي تجمع بين أوزبكستان والبوسنة والهرسك.

## مقارنة بين البلدين
هذه مقارنة عامة ومرجعية للدولتين:
| وجه المقارنة                                              | أوزبكستان       | البوسنة والهرسك                                             |
| --------------------------------------------------------- | --------------- | ----------------------------------------------------------- |
| المساحة (كم2)                                             | 448.98 ألف      | 51.20 ألف                                                   |
| عدد السكان (نسمة)                                         | 32.39 مليون     | 3.51 مليون                                                  |
| الكثافة السكانية (ن./كم²)                                 | 72.14           | 68.55                                                       |
| العاصمة                                                   | طشقند           | سراييفو                                                     |
| اللغة الرسمية                                             | اللغة الأوزبكية | اللغة البوسنوية، اللغة الكرواتية، اللغة الصربية             |
| العملة                                                    | سوم أوزبكستاني  | مارك بوسني                                                  |
| الناتج المحلي الإجمالي (بليون دولار)                      | 48.72 مليار     | 18.17 مليار                                                 |
| الناتج المحلي الإجمالي (تعادل القوة الشرائية) بليون دولار | 190.50 مليار    | 41.35 مليار                                                 |
| الناتج المحلي الإجمالي الاسمي للفرد دولار أمريكي          | 2.13 ألف        | 4.25 ألف                                                    |
| الناتج المحلي الإجمالي للفرد دولار أمريكي                 | 5.57 ألف        | 10.43 ألف                                                   |
| مؤشر التنمية البشرية                                      | 0.675           | 0.733                                                       |
| رمز المكالمات الدولي                                      | +998            | +387                                                        |
| رمز الإنترنت                                              | .uz             | .ba                                                         |
| المنطقة الزمنية                                           | ت ع م+05:00     | توقيت وسط أوروبا، ت ع م+01:00، ت ع م+02:00، أوروبا/سراييفو ‏ |

## منظمات دولية مشتركة
يشترك البلدان في عضوية مجموعة من المنظمات الدولية، منها:
| علم المنظمة | اسم المنظمة                               | تاريخ انضمام أوزبكستان | تاريخ انضمام البوسنة والهرسك |
| ----------- | ----------------------------------------- | ---------------------- | ---------------------------- |
|             | مؤسسة التنمية الدولية                     | 24 سبتمبر 1992         | 25 فبراير 1993               |
|             | يونسكو                                    | 26 أكتوبر 1993         | 2 يونيو 1993                 |
|             | وكالة ضمان الاستثمار متعدد الأطراف        | 4 نوفمبر 1993          | 19 مارس 1993                 |
|             | الأمم المتحدة                             | 2 مارس 1992            | 22 مايو 1992                 |
|             | الاتحاد البريدي العالمي                   | ?                      | ?                            |
|             | البنك الدولي للإنشاء والتعمير             | 21 سبتمبر 1992         | 25 فبراير 1993               |
|             | الاتحاد الدولي للاتصالات                  | 10 يوليو 1992          | 20 أكتوبر 1992               |
|             | منظمة حظر الأسلحة الكيميائية              | ?                      | ?                            |
|             | مؤسسة التمويل الدولية                     | 30 سبتمبر 1993         | 25 فبراير 1993               |
|             | المركز الدولي لتسوية المنازعات الاستشارية | 25 أغسطس 1995          | 13 يونيو 1997                |
|             | منظمة الشرطة الجنائية الدولية             | ?                      | ?                            |
|             | منظمة الأمن والتعاون في أوروبا            | 30 يناير 1992          | 30 أبريل 1992                |

## وصلات خارجية
- موقع وزارة الخارجية الأوزبكستانية
- موقع وزارة الخارجية البوسنية